# Диканце
Диканце је горанско село у Општини Гора, на Косову и Метохији. По законима привремених институција Косова, ово насеље је данас у саставу Општине Драгаш, док је до 1999. године, до уласка међународних снага на Косову и Метохији, припадало Општини Гора. Атар насеља се налази на територији катастарске општине Диканце површине 605 ha. Диканце је горанско село и од посебног је стратешког и културно-историјског значаја за Гору и Горане. Иако спада у мања села, вековима представља стуб и понос Горе, што му казује и име изведено од речи дикан, савремено дичан, односно поносан. Диканце је симбол отпора бошњакизацији и албанизацији.

## Положај
Некада је кроз село пролазио пут Брод-Драгаш који је делио село на два дела, а данас је село удаљено 0,8 km од пута Брод-Драгаш, који је измештен на нешто вишој коти. Пут за Диканце је асфалтиран.
Село је смештено у западном делу средњег тока Бродске реке, која се у народу назива Лева река. Налази се на десној страни клисурасте долине, доста изнад Бродске реке.
Атар села Диканце има површину 605,18 ha и захвата троугласту површину чија су маркантнија темена на висовима: Стрга (1926 m), Окравно (1273 m), Качина глава (2207 m) и Диканечки плав (1286 m).
Најниже куће су на коти 1098 m, а највише 1115 m.

## Топоними
Топоними за њиве у овом селу су: Ограђе, Милове млаке, Марин до, Рудине; а за ливаде и утрине: Голем камен, Црквиште, Вирје, Боров рит.
Изнад појаса испаша и мањих ливада су сеоске планине, односно шумски забрани, на местима чији су називи: Шиљегарник, Здравечки камен, Стрга, Пљеоте.

## Хидроелектрана
У атару села Диканце, на Левој реци, налази се Хидроелектрана „Диканце“ некадашње снаге 1,12 MW. Подигнута је педесетих година 20. векa. ХЕ Диканце почела је да ради 1956. године.
Хидроелектрана је изграђена радним акцијама локалног становништва, уз пројекат, финансирање и огромну подршку социјалистичке власти бивше Југославије: Социјалистичке Републике Србије и Социјалистичке Аутономне Покрајине Косово.
Хидроелектрана је симболичног капацитета, али је од стратешког значаја за опстанак Горанаца и државе Србије на овим просторима, и као таква је препозната и узурпирана од власти самопрокламоване Републике Косово, односно Енергетске корпорације Косова (КЕК).
Тренутни власник Frigo Food Energy Invest из Албаније обавезао се да у реконструкцију ХЕ „Диканце” уложи укупно 2,5 милиона евра, а цео пројекат је подељен у две фазе. У првој фази компанија је реконструисала постојеће капацитете, док је у другој фази планирано повећање ових капацитета.
Хидроелектрана „Диканце” има три Франсис турбине, две турбине Раде Кончар произведене 1975. се наизменично укључују у рад. Капацитет ових турбина је 1 MW и 750 KW. Трећа турбина има највећи капацитет, 2.900 MW. Ради два до три месеца годишње, а за то време мање турбине су ван функције. Генератор треће турбине је произведен у Шпанији, док је турбина произведена у Бугарској.
Правни власник хидроелектране је Електропривреда Србије (ЕПС).

## Историја
Село се помиње још 1348. године, у хрисовуљи цара Душана издатој манастиру Св. Арханђела, као Други Брод, са засеоком Грмијане. У истој повељи је поменута свештеничка породица Дикановића, по којој је село, вероватно, касније названо Диканце. Претпоставка је да су Дикановићи, стрији од самог топонима Диканце, иако нису старији од самог села. Оно што је извесно је да се у близини села налазе се развалине старе српске цркве. У турском попису 1452. године помиње се као Диканица, а у попису 1455. године као Диканце, са 15 кућа.
Ајранци, Киковци и Дранговци, углавном, воде порекло од Дикановића. Материјални докази који упућују на то су скромни, углавном средњовековни црквени записи. Миграције из Диканаца су биле интензивне, али према Диканцима минималне. Само у незнатној мери је било досељеника из околних села, а још у мањој мери јуручког и цинцарског порекла. Да је ових миграција према Броду било сведоче одређени топоними.
Омањи засеок Диканце је првобитно настао као други Брод. Безбедносна улога за тада велики Брод, Диканца и првих Диканчана је у томе што су непознати путници пролазници, трговци и други, који су пролазили кроз село силазили су са коња, разоружавани су и даљи пут су настављали пешака ка оближњем Броду. У непосредним селима Баћка и Млике су биле пушкарнице, док их у Диканцима нема. Све наведено говори у прилог томе да су тада трговци из Брода планирали инфраструктуру средњовековне жупе Гора.
Опадањем моћи Брода као трговачког средишта на путу између Призрена и Скопља, опада и примарна улога овог омањег села, а локална стража и свештеници окрећу се свакодневним животу и преживљавању: сточарству и земљорадњи, решени да остану и преживе.
Слабљењем средњовековне српске државе, почиње интензивно исељавање и печалба у све удаљенијим крајевима.
Диканце се, за сада, успешно одупире албанизацији и бошњакизацији.
Село има три маале (махале) које затварају средишњи простор села, где је било место Збора. Место на коме су се доносиле главне сеоске одлуке: Киковци и Дранговци (Горно маало), Ајранци (Сред село) и Доња махала (Довно маало).
Село је по попису из 2002 имало 65 становника. Од 2002. до 2012. године број становника је повећан скоро за дупло (само статистички) и креће се око 120 становника. Велики је проблем што је омладина, након завршене средње школе у Мликама, принуђена да се исељава јер нема даљег школства на српском као ни посла. Број становника је већи само лети, када Горанци редовно долазе у завичај. Продавница, џамија, Дом културе и три кафане смештене су у Ајранковцима. Раније је и школа била овде, као и сеоска чесма. Која је дуго била ван функције, да би на крају била, нажалост, порушена.
Школа се сада налази у Дранговцима.
Старе сеоске четврти које се помињу у историјским изводима као што су Радиче и Грмјане су ненастањене, иако су ископавањем 90-тих година 20. века у Радичу, приликом грађења помоћних објеката утврђене раније насеобине. Нађени су остаци огњишта, и других елемената који упућују на начин живљења православних Диканчана. У новије време, ширењем села почела је изградња кућа у Радичу. Верује се, према сведочењу мештана, да је Језеро које се налазило на истоименом локалитету, данас познатом Над Диканце, дошло до изненадног попуштања језера, плављења и затрпавања овог дела села. Језеро је служило и као природни резервоар за водоснабдевање села у сушном делу године. Локалитет Језеро је данас млака, са неколико извора, обрасло растињем карактеристичним за последњу фазу изумирања језера.
У Диканцима постоји и локалитет Гробој где се верује да су сахрањивани Љумани без икаквог обележја, страдали у борби са сељанима. Љуманима су означавани сви који су отимали стоку и летину сељанима и чинили друге зулуме, иако су оригинално Љумани становници области Љуме која се данас налази у Албанији.
Локалитети Јуручке гробишта (Јуручко гробље) као и неистражени локалитети других старих гробаља од којих свако носи своју причу, употпуњују историјску конструкцију села и етничког бића Горана.
На крајишту села постоји и локалитет Крс (Крст) који је све до 40-тих година 20. века био обележен металним крстом.
У поршлости је, поред некадашњег старог заравњеног сеоског (православног) гробља, била саграђена импровизована школа. Школа је у више наврата мењала намене. Један део школе је претворен у кафану, а други део у џамију. Дрвени балкон школе, док није страдао у пожару двадесетих година XX века, имао је функцију минарета.
Данас, изнад сеоске кафане је Дом културе, саграђен непосредно пре НАТО агресије.
Некадашња џамија, која је постојала поред Дома културе, која је била симбол села, са значајним историјским и културним елементима, је из темеља порушена и саграђена је нова, модерна са високим минаретом које својом висином одудара од манира скромности и скрушености Диканчана и архитектуре села. Минарет је саграђен првих година након НАТО агресије, а нова џамија десетак година касније.

## Дом културеДиканце
Услед недостатка културног садржаја, а због културног потенцијала, на иницијативи органа власти Општине Гора уз подршку покрајинских и државних власти, као и уз велику финансијску помоћ добротвора, започета је изградња Дома културе деведесетих година XX века. Груби радови и фасада су завршени непосредно пре НАТО агресије, а опремање и његово потпуно уређење и увођење у намену је прекинуо рат.
За време НАТО агресије у дому културе Диканце је био штаб за одбрану села и дела границе према Македонији, где су биле стацониране снаге српске полиције састављени од локалног становништва. Штаб је све своје задатке и оперативне и логистичке успешно обвљао без људских губитака. Након повлачења Војске Југославије и других снага безбедност Републике Србије у Дому културе је кратко било седиште оперативног штаба за одбрану Горе. Оперативни штаб су чинили безбедносни и општински функционери који се нису повукли након Кумановског споразума.
Припадници ОВК су у првим данима након повлачења војске Југославије и снага МУП-а, а на основу својих сазнања о могућности организовања отпора међу локалним становништвом, посетили и Диканце и уз краћу расправу са мештанима безбедно напустили село, наводно, уверени да Диканце не представља никакву даљу опасност за ОВК. Пресретања, праћења, подметања бомби, крађа аутомобила, као и батинања локалног становништва и узурпација непокретне имовине, билу су свакодневица. Ситуација је била непредвидива и мењала из сата у сат. Коначан исход је био потпуно неизвестан. Понуђена је тзв. безбедна евакуација становника свих горских села. Становништво је са спакованим најнеопходнијим стварима чекало план за евакуацију или егзекуцију.
На молбу Драгашана да им се помогне у одбрани, даноноћно договарање утицајних појединаца из села Кукуљане, Диканце, Враниште, Млике, Баћка, Глобочица и Љубовиште, а уз подршку већих горанских породица из осталих горских села, првенствено из Рестелице и Борда, резултирало је закључком да се Гора мора одбранити у Драгашу и да никакво исељавање не долази у обзир. Овим договором морал је делимично враћен.
Неколико дана након тога, упркос великој подршци међу становништвом, одустало се од првобитног плана A, тj. оружане одбране институција у Драгашу.
Оперативни подаци добијене од српских снага безбедности, још увек присутних на Космету, где су учествовали и оперативци из Горе, нису ишли у прилог било каквој побуни. Закључци изнети на одржаном састанку упућивали су на то да су припадници ОВК, уз подршку КФОР-а, оперативно спремни за потпуно етничко чишћење Горе, као најјужније српске енклаве, у свега неколико сати и да чекају и најмањи повод или несарадњу.
Драгашани, свесни тешке ситуације, у неверици су немо посматрали сопствен пораз и пад институција под албанском управом. Убрзо су, без борбе, припадници ОВК, уз асистенцију немачког КФОР-а, позвали на предају оружја, а затим и разоружали оружане формације локалног становништва.
Оперативни штаб је, уз неколико спорадичних оружаних окршаја, сачувао становништво. Након пада Драгаша, чија је одбрана предвиђена планом А, прешло се на план Б који је брзо реализован: Општински органи су измештени из мултиетничког Драгаша, који је тешко брањив у село Враниште. Као једини задатак постављен пред штабом био је очување школског система, који су просветни радници Горе, пожртвовано спровели у дело. Квислиншким деловањем истакнутих појединаца, који су схватили свој „бошњачки” идентитет, преко турских снага КФОР-а, које су у почетку од већег дела становника дочекане добронамерно, у посед ОВК су дошле поверљиве информације о челницима штаба и њиховој улози. Пре страховитих притисакa на локално становништво, који су уследили, штаб је распуштен уз закључак да су оперативци испунили задатке очувања становништва и школског система у оквиру Министарства просвете Републике Србије.
Дом културе Диканце је, иако новоизграђен, постао историјски споменик, сведок тешких дешавања.

## Демографија
Насеље има стопроцентну горанску етничку већину.
Број становника на пописима:
- попис становништва 1948. године: 318
- попис становништва 1953. године: 320
- попис становништва 1961. године: 349
- попис становништва 1971. године: 392
- попис становништва 1981. године: 282
- попис становништва 1991. године: 257

### Попис2002.
На попису становништва 2002. године, Диканце је имало 65 становника, следећег етничког састава:
| Попис 2002‍ | Попис 2002‍ | Попис 2002‍ | Попис 2002‍ | Попис 2002‍ |
| ---------- | ---------- | ---------- | ---------- | ---------- |
|            |            |            |            |            |
| Горанци    | Горанци    |            | 65         | 100,00%    |
| укупно: 65 |            |            |            |            |

### Попис2011.
На попису становништва 2011. године, Диканце је имало 124 становника, следећег етничког састава:
| Попис 2011.‍ | Попис 2011.‍ | Попис 2011.‍ | Попис 2011.‍ | Попис 2011.‍ |
| ----------- | ----------- | ----------- | ----------- | ----------- |
|             |             |             |             |             |
| Горанци     | Горанци     |             | 124         | 100,00%     |
| укупно: 124 |             |             |             |             |